# Lemense Futebol Clube
O Lemense Futebol Clube é um clube brasileiro de futebol com sede em Leme, no interior de São Paulo. O clube foi fundado no dia 12 de dezembro de 2005, em Atibaia, levando o nome de Sport Club Atibaia até 29 de novembro de 2021, quando mudou de cidade devido a problemas com o estádio e passou a ter o novo nome, trocando as antigas cores de laranja e branco para azul e branco, em referência ao antigo Esporte Clube Lemense.

## História

### Fundação
Fundado no dia 12 de dezembro de 2005, o Sport Club Atibaia nasceu desacreditado, mas em pouco tempo foi ganhando a simpatia dos moradores da cidade. A agremiação tinha o objetivo de colocar o município de Atibaia novamente no cenário profissional do futebol paulista, já que o São João Futebol Clube virou clube social (São João Tênis Clube), o Boa Vista Futebol Clube está extinto e o Grêmio Esportivo Atibaiense está licenciado desde o início da década de 1990.

### Estreia profissional
Com o intuito de aproveitar jogadores da própria cidade e da região, a equipe estreou em 2006, na quarta divisão do Paulistão, competição que não passou da primeira fase. Em conjunto com a equipe profissional, iniciou os trabalhos também com as categorias de base, disputando o Campeonato Paulista de Sub-15, Sub-17 e Sub-20. O melhor resultado obtido foi neste último, chegando às oitavas-de-final, quando foi eliminado pelo Lemense.
No ano de 2007, o clube novamente participou do Campeonato Paulista da Segunda Divisão, mas desta vez com mais êxito, passando à terceira fase da competição e ficando muito próximo do acesso à Série A3. Suas três categorias de base também estiveram em atividade na temporada, mas tanto a Sub-15 quanto a Sub-17 foram eliminadas precocemente na primeira fase.
No ano de 2008, mais uma vez o acesso esteve perto de acontecer para a equipe da Região Bragantina, sendo eliminada na 2ª fase, isso ocorreu pelo fato da equipe ter priorizado a competição dos Jogos Regionais.
Em 2009, com o grande apoio vindo das arquibancadas, com grande numero de torcedores por jogo, e com a presença marcante da Guerreiros do Falcão, organizada que vem dando um verdadeiro show no apoio a equipe, esperou-se a chegada do tão esperado acesso, o que não ocorreu, mais uma vez, o Sport Club Atibaia não conseguiu, e foi eliminado na segunda fase. Fala-se nos bastidores que a diretoria laranja não quis bancar os reforços trazidos pelo então treinador Paulo Rogério de Freitas, conhecido como Paulo Guaiamun.
No ano de 2010, o Falcão começou a preparação antes de todos, montou uma boa equipe, porém, com muitos jogadores acima da idade limite, criando um desconforto entre os que eram, e tinha que se revezar jogando, erro de planejamento ou não. Eduardo Clara, treinador nessa temporada, não foi perdoado pelos torcedores, que após o fiasco em casa, no qual só dependia de suas forças para passar de fase, saiu ao coro de 'Burro', a diretoria também não o perdeu, e o demitiu após o fiasco.
No ano de 2013, disputou pela primeira vez a Copa São Paulo de Futebol Júnior, sendo cidade-sede conseguiu uma boa campanha, chegando as oitavas de final, perdendo para o Cruzeiro, no ano de 2014, voltou a disputar a competição, mas desta vez, parando na primeira fase.

### Acesso à A3
Ainda em 2014, disputou a Campeonato Paulista da Segunda Divisão e sagrou-se vice-campeão, conquistando o acesso à Série A3 para o ano seguinte.

### O quase acesso consecutivo
Em 2015, novo êxito, conquistou o acesso à Série A2, porém, foi impedido pela FPF de disputar a competição devido à capacidade de seu estádio, o Salvador Russani, não suprir os requisitos para sediar os jogos. Já em 2016, uma nova gestão assumiu o clube com organização profissional supervisionada pela AMB SPORT.

### O acesso à A2
Em 2018, após campanha memorável com 32 gols marcados (média de 2 gols por jogo) e garantindo o acesso com uma rodada de antecedência, o Falcão chegou na final contra o Portuguesa Santista. Não deu chances ao time santista e venceu o jogo por 2–1 no Estádio Nabi Abi Chedid, em Bragança Paulista. Sagrando-se campeão do Paulista A3 de 2018, o seu primeiro título na história do clube.

### Mudança de sede
Em 29 de novembro de 2021, após muita especulação, o presidente Alexandre Barbosa confirmou que o Sport Club Atibaia deixaria a cidade que leva o nome para se estabelecer no município de Leme, também no interior de São Paulo. Como fundamento, o mandatário disse que pela ausência de estádio apto para mandar as competições da Federação Paulista de Futebol ficava insustentável a manutenção do clube na cidade, pois o dinheiro das vendas de jogadores - que deveria ser reinvestido no clube - estava sendo direcionado para o aluguel dos estádios Décio Vitta, em Americana, e Martins Pereira, em São José dos Campos.
Em seu pronunciamento, Alexandre Barbosa confirmou que a equipe mudará seu nome e suas cores - para atender o regulamento da FPF. Ainda, foi mencionado que a cidade de Leme está ansiosa pela chegada do novo time de futebol, sendo, inclusive, prometido pela administração municipal a reforma do Estádio Bruno Lazzarini, o Brunão. A princípio, o clube seria fundido com o extinto Esporte Clube Lemense. Apesar dos pronunciamentos do presidente, o time não consta com o registro/CNPJ do EC Lemense, e sim do Sport Club Atibaia que agora passa a ser chamado de Lemense Futebol Clube, ou seja, não tendo nenhuma relação com o time extinto, exceto as cores e o escudo. O clube realmente poderá se fundir com o Esporte Clube Lemense no futuro, já que ainda existe o processo de finalização de pendências do antigo clube.

### Rebaixamento
Em 2023, o clube acabou sendo rebaixado para a Série A3 do Campeonato Paulista após terminar na última posição na Série A2.

## Mascote
A diretoria do então Atibaia escolheu para mascote do clube uma ave muito comum na região: o Falcão. Apesar da escolha ainda não ser definitiva, ela reflete os desejos, anseios e sonhos de toda uma comunidade. Assim como o Falcão, que voa alto e soberano, o desejo é de que o Atibaia esteja na busca constante de seus objetivos, ou seja: A ascensão à Série A1 do Futebol Paulista.
Após a mudança para Leme, o mascote escolhido foi a Onça, como parte de resgate da história deixada do Esporte Clube Lemense.

## Estádio
O Sport Club Atibaia mandava seus jogos no Estádio Municipal Salvador Russani. Contudo, o estádio foi interditado pela Federação Paulista de Futebol por não comportar o número mínimo de seis mil pessoas exigido pela federação, além da necessidade de outras reformas pontuais. Em razão do veto, o clube manda seus jogos no Estádio Décio Vitta, na cidade de Americana.
Em 2017, a Prefeitura Municipal de Atibaia abriu procedimento para receber estudos visando uma parceria público-privada para a construção de um novo estádio na cidade. No entanto, antes do início das obras, o Ministério Público do Estado de São Paulo, através da 7ª Promotoria de Justiça de Atibaia, embargou a construção da nova arena esportiva, sob fundamento que a construção de um novo estádio não atendia ao interesse público.
Após a mudança para Leme, passou a mandar seus jogos no estádio Estádio Municipal Bruno Lazzarini.

## Símbolos
| Evolução do Escudo do Lemense Futebol Clube | Evolução do Escudo do Lemense Futebol Clube | Evolução do Escudo do Lemense Futebol Clube | Evolução do Escudo do Lemense Futebol Clube | Evolução do Escudo do Lemense Futebol Clube | Evolução do Escudo do Lemense Futebol Clube | Evolução do Escudo do Lemense Futebol Clube | Evolução do Escudo do Lemense Futebol Clube |
| 2005-2021 (Atibaia)                         | 2021-Atual (Lemense)                        |                                             |                                             |                                             |                                             |                                             |                                             |
| ------------------------------------------- | ------------------------------------------- | ------------------------------------------- | ------------------------------------------- | ------------------------------------------- | ------------------------------------------- | ------------------------------------------- | ------------------------------------------- |

## Títulos
| ESTADUAIS | ESTADUAIS                      | ESTADUAIS | ESTADUAIS  |
|           | Competição                     | Títulos   | Temporadas |
| --------- | ------------------------------ | --------- | ---------- |
|           | Campeonato Paulista - Série A3 | 1         | 2018       |

### Campanhas de destaque
| DESTAQUES                                 | DESTAQUES           |
| Competição                                | Resultados          |
| ----------------------------------------- | ------------------- |
| Campeonato Paulista de Futebol - Série A4 | Vice-campeão (2014) |

## Estatísticas
|  | Participações em 2024 |

### Participações
| Aumento | Promovido à divisão superior |
| Baixa   | Rebaixado à divisão inferior |

| Competição | Competição    | Temporadas | Melhor campanha     | Anos                  | A | R |
| São Paulo  | Série A2      | 5          | 4º colocado (2021)  | 2019-2023             | – | 1 |
| São Paulo  | Série A3      | 6          | Campeão (2018)      | 2015-2018 , 2024-2025 | 1 | 1 |
| São Paulo  | Série A4      | 9          | Vice-campeão (2014) | 2006-2014             | 1 | – |
| São Paulo  | Copa Paulista | 6          | Semifinal (2018)    | 2017-2022             |   |   |

### Últimas dez temporadas
Legenda:
| Campeão Vice-campeão Eliminado nas semifinais | Campeão e promovido à divisão superior Vice-campeão e/ou promovido à divisão superior Rebaixado à divisão inferior | Classificado à fase de grupos da Copa Libertadores Classificado à fase preliminar da Copa Libertadores Classificado à Copa Sul-Americana Campeão do Campeonato do Interior |

## Jogadores Ilustres
- Cristian
- Luan
- Richard
- Felipe Menezes
- Hernane Brocador
- Celsinho
- Alê
- Adãozinho
- Edivaldir (Didi)